# Независимые либералы (Великобритания, 1931)
Независимые либералы (англ. Independent Liberals) — группа политиков-либералов во главе с бывшим лидером Либеральной партии Дэвидом Ллойд Джорджем, находившихся в оппозиции Национальному правительству и которые из-за этого приняли участие в выборах 1931 года отдельно от партии.

## Предыстория
Хотя Ллойд Джордж, официальный лидер Либеральной партии, не участвовал в переговорах, которые привели к формированию Национального правительства, поскольку перенёс серьёзную операцию, с ним ежедневно консультировались. Исполняющий обязанности лидера Либеральной партии сэр Герберт Сэмюэл поддержал создание правительство и принял пост министра внутренних дел. Влиятельный деятель Либеральной партии маркиз Рединг, ставший министром иностранных дел, публично заявил, что Ллойд Джордж «полностью согласен» с тем, что сделала партия». 20 сентября сам Ллойд Джордж выступил с заявлением, в котором провозгласил, что «фракционная борьба между нами на данном этапе будет непатриотическим безумием».
Но уже через несколько дней Ллойд Джордж резко изменил своё отношение Национальному правительству. Непосредственной причиной была перспектива досрочных выборов, против которых яростно выступал Ллойд Джордж: он опасался, что Консервативной партии использует итоги выборов, чтобы реализовать протекционистскую политику, противоречащую твёрдой приверженности Либеральной партии идее свободной торговле. Либеральная партия также выступила против досрочных выборов, когда эта перспектива была поднята в конце сентября, но либеральный «теневой кабинет» под руководством Сэмюэля одобрил меморандум, который позволил провести расследование в отношении специального тарифа. Ведущие либералы и премьер-министр Рамси Макдональд посетили Ллойд Джорджа в его доме, чтобы попытаться прийти к соглашению, но обнаружил, что он стал более агрессивным: Макдональду Ллойд Джордж сказал, что если выборы состоятся, он как сторонник свободной торговли будет требовать конкретного заявления о политике правительства в этом вопросе. Столкнувшись с несговорчивостью Ллойда Джорджа, кабинет всё равно решил назначить выборы; заявления о тарифах сделано не было, но манифест призывал делать всё необходимое для восстановления экономики. Министры-либералы приняли это решение.

## Выборы 1931 года
Когда были объявлены выборы, Ллойд Джордж сделал то, что обещал и выпустил полуофициальное заявление через Ассоциацию прессы, в котором осудил министров-либералов, обвинив их в «грубом предательстве как интересов страны, так и партии, верность которой они исповедуют». Заявление заканчивалось призывом ко всех кандидатам, избранным в поддержку свободной торговли, «обеспечить … ядро новой прогрессивной партии». Ллойд Джордж всё ещё контролировал политический фонд, который был создан в начале 1920-х годов для финансирования национал-либеральной партии, и теперь решил использовать его, чтобы поддержать либеральных кандидатов, не поддержавших Национальное правительство. Два депутата-либерала, его сын Гвилим и Фрэнк Оуэн, которые выступали против объявления выборов, ушли из правительства.
На выборах шесть кандидатов-либералов официально заявили о своей оппозиции национальному правительству. Пятеро заседали в предыдущем парламенте, шестой, журналист и писатель Эдгар Уоллес, впервые (и в последний раз) баллотировался в депутаты. Кроме того, в Галифаксе противник Национального правительства Фрэнк Сайкс выступал в качестве неофициального кандидата от либералов после того, как местная ассоциация либералов решила не выдвигать своего собственного кандидата; он потерпел поражение, набрав 2 578 голосов (4,6 %).
| Дата            | Округ        | Кандидат            | Голоса | %    | Итог        |
| --------------- | ------------ | ------------------- | ------ | ---- | ----------- |
| 27 октября 1931 | Англси       | Меган Ллойд Джордж  | 14 839 | 58,3 | Переизбрана |
| 27 октября 1931 | Блэкпул      | Эдгар Уоллес        | 19 524 | 26,9 | Проиграл    |
| 27 октября 1931 | Карнарвон    | Дэвид Ллойд Джордж  | 17 101 | 59,3 | Переизбран  |
| 27 октября 1931 | Карнарвоншир | Горонви Оуэн        | 14 993 | 39,0 | Переизбран  |
| 27 октября 1931 | Херефорд     | Фрэнк Оуэн          | 12 465 | 39,1 | Проиграл    |
| 27 октября 1931 | Пембрукшир   | Гвилим Ллойд Джордж | 24 606 | 55,7 | Переизбран  |

Все четверо депутатов из группы Дэвида Ллойд Джорджа были избраны в Уэльсе и все являлись родственниками: Гвилим и Меган являлись детьми Дэвида Ллойд Джорджа, а Горонви Оуэн был женат на сестре его жены.

## Новый парламент
В новом парламенте группа независимых либералов отвергла попытки воссоединить всех либералов (включая поддерживающую протекционизм Либеральную национальную партию) под одной «партийным кнутом» и последовательно выступала против Национального правительства. В Палате общин Ллойд Джордж сидел рядом с лейбористами, а не с остальными независимыми либералами. Ллойд Джордж продолжал занимать это место до конца своей карьеры в нижней палате. В начале 1945 года он был возведён в Палату лордов как граф Ллойд Джордж Дуйворский, но умер, не заняв своё место в верхней палате.
Между тем Либеральная партия испытывала трудности в отношениях с Национальным правительством, в котором преобладали консерваторы, поддерживающие протекционизм. 22 января 1932 года Кабинет приостановил коллективную ответственность своих членов, так что четыре министра, поддерживавшие фритредерство (либералы Герберт Сэмюэл, Дональд Маклин, сэр Арчибальд Синклер и виконт Сноуден, номинально являвшийся национальным лейбористом) могли «свободны выражать своё мнение посредством речей и голосования». Когда в сентябре 1932 года кабинет одобрил заключение Оттавской конференции, отдав предпочтение защитным тарифам, все министры-либералы вместе с виконтом Сноуденом ушли в отставку, при этом либералы продолжали поддерживать Национальное правительство по всем остальным вопросам.
В феврале 1932 года Гарри Натан, депутат-либерал от Бетнал Грин (лондонский Ист-Энд), пересел к депутатам из группы Ллойд Джорджа, выступавших против Национального правительства. В феврале 1933 года Натан официально стал независимым либералом, но год спустя вступил в Лейбористскую партию.
На дополнительных выборах в Ист-Файфа в феврале 1933 года местные консерваторы поддержали кандидата от Либеральной национальной партии. В ответ был выдвинут Дэвид Кейр как неофициальный кандидат от либералов в поддержку свободной торговли и против Национального правительства; в итоге Кейр набрал 7,6 % голосов и занял четвёртое место. На дополнительных выборах в Ашфорде (Кент) в следующем месяце официальный кандидат от либералов преподобный Родерик Кедвард (который до этого дважды избирался, в том числе и в Ашфорде) заявил, что он независимый либерал и будет выступать против Национального правительства, но уступил консерватору, получив 41,3 % голосов.

## Воссоединение
14 ноября 1933 года большинство депутатов-либералов проголосовало за переход Либеральной партии в оппозицию. Когда 21 ноября 1933 года открылась новая сессия парламента, либералы сидели на скамейках оппозиции. Однако группу Ллойд Джорджа по-прежнему называли «независимыми либералами» и они оставались особняком от других либералов. На выборах 1935 года группа Ллойд Джорджа, более заинтересованного в создании межпартийного альянса, противостоящего Национальному правительству, вновь пошла отдельно от Либеральной партии. Независимые либералы снова баллотировались на четыре места, которые они заняли после выборов 1931 года и выиграли их. Для сравнения: Либеральная партия потеряла половину своих мест, включая то, что принадлежало их лидеру Герберту Сэмюэлю.
После ухода Сэмуэля независимые либералы воссоединились с Либеральной партией и приняли участие в избрании Арчибальда Синклера новым лидером партии.